# Крымско-Кавказский горный клуб

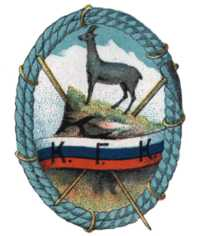
Нагрудный знак члена клуба

Крымско-Кавказский горный клуб (до 1905 года — Крымский горный клуб) — первая в Российской империи официальная туристическая организация, созданная в 1890 году для изучения горных районов Крыма и организации в них путешествий.

## Организация
Крымско-Кавказский горный клуб был создан 6 мая 1890 года по образцу известных в Европе так называемых альпийских клубов. Они возникали в Европе для изучения горных районов и организации путешествий не только учёных, но и широких слоёв общественности.
Целью создания было: 
- всестороннее научное исследование Таврических гор и прилегающих к ним предгорий, степей и морей;
- поощрение к посещению и исследованию этих местностей учёными, художниками и туристами;
- охране редких горных видов растений и животных, исторических памятников и всяких достопримечательностей.

Крымско-Кавказский горный клуб начал свою деятельность 6 мая 1890 года. Однако днём основания клуба следует считать утверждение министром внутренних дел его устава 25 января 1890 года, после чего было созвано первое собрание 15 членов-учредителей, на котором избрали временное правление. Первоначально он назывался Крымский горный клуб, так как имел целью исследование Крымских гор. Официально клуб находился в ведении Министерства земледелия и государственных имуществ. В числе основателей клуба были: П. Армашевский, О. Воейков, Ф. Каменский, И. Курис, И. Мушкетов, Р. Прендель, Г. Романовский, О. Рыбицкий, В. Скробышевский, А. Х. Стевен, А. А. Тилло, П. Шостак.
Административный центр клуба находился в Одессе. Были созданы отделения в ряде городов юга России.
Появлению предшествовал ряд учебных экскурсий, в том числе студентов Новороссийского университета под руководством профессора Головкинского и учеников Симферопольской гимназии в 1886, 1888 и 1889 годах.
Просуществовал клуб до 1917 года. За свою более чем тридцатилетнюю историю устав клуба менялся четыре раза, отражая развитие целей деятельности и организационную структуру. С 1905 года он стал называться Крымско-Кавказский горный клуб в связи с ростом интересов по изучению Кавказа и появлением новых отделений за пределами Крыма.

## Председатели клуба
- май 1890 — февраль 1891: граф Николай Яковлевич Ростовцев, один из основателей клуба.
- февраль 1891 — июнь 1892: горный инженер, начальник Горного управления Южной России в Екатеринославле, автор многих научных трудов Лев Павлович Долинский (1839—1892)
- июнь 1892 — ноябрь 1894: директор Русского общества пароходства и торговли (РОПИТ), выпускник Александровского лицея Николай Федорович Фан-дер-Флит (1840—1896)
- 1894 — 1914: военный инженер, строитель, историк, археолог и нумизмат Александр Львович Бертье-Делагард (1842—1920)
- апрель 1914 — 1917: Евгений Фёдорович Молчанов, старший нотариус города Одессы.

Почётным членом клуба был эмир Бухарский Сеид Абдулахад-хан.

## Отделения клуба
Клуб имел несколько отделений.

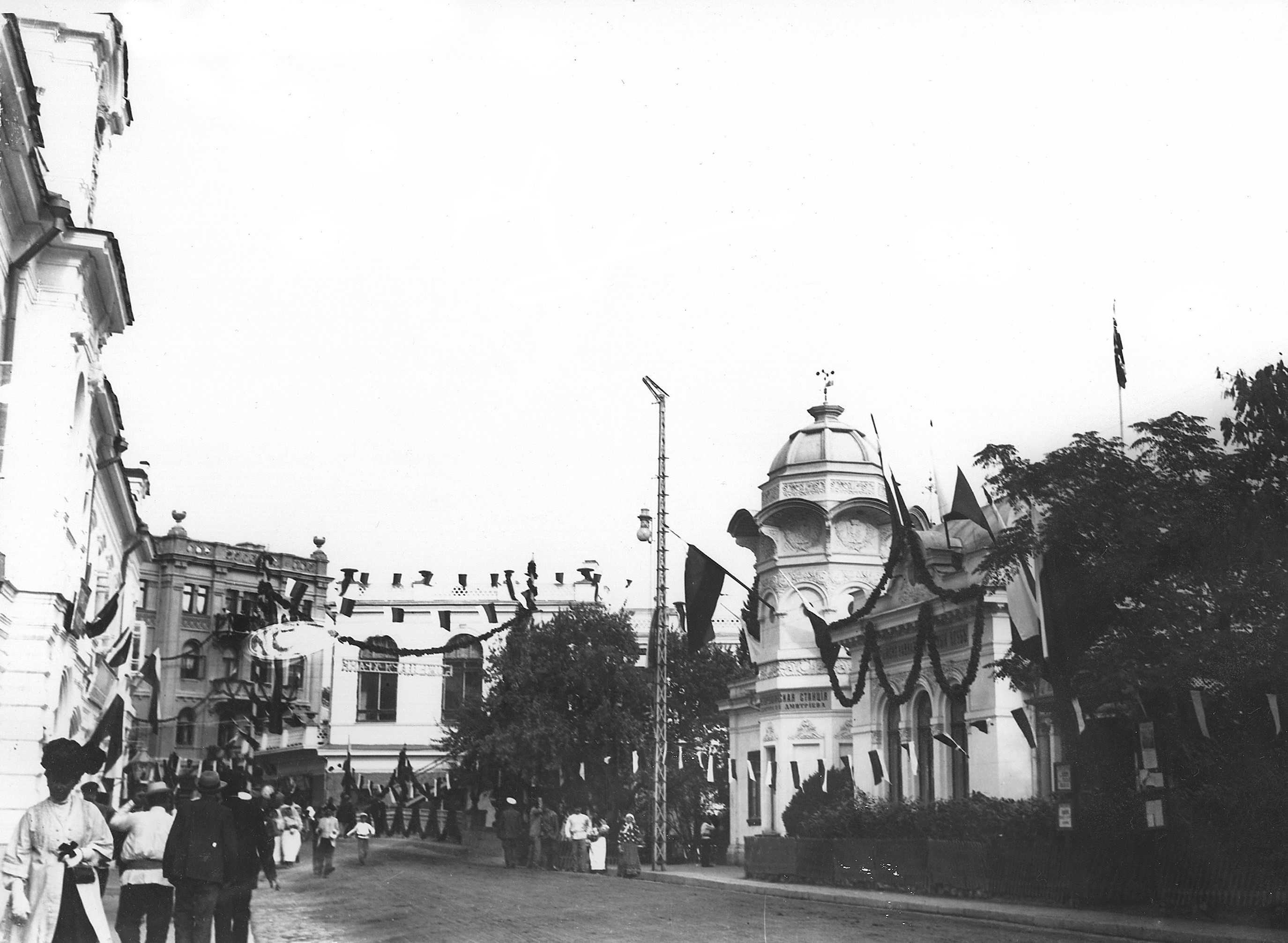
Ялтинское отделение клуба, 1909 год. В башенке Метеорологическия станция В. Н. Дмитриева.

- 16 апреля 1891 года было открыто Севастопольское отделение, которое занималось исключительно организацией экскурсий. Однако с 1897 по 9 апреля 1902 г. деятельность Севастопольского отделения была приостановлена. Затем оно продолжало работать до 1908 г., после чего было закрыто.
- 23 апреля 1891 года было открыто Ялтинское отделение

Открытие Ялтинского отделении состоялось 23 апреля 1891 года на даче В. Н. Дмитриева близ Иссар (ныне территории лагеря им. В. Коробкова вблизи Поляны сказок). Председателем был избран В. Н. Дмитриев. Членам и учредителями стали врачи Ф. Т. Штангеев, И. Ф. Лебедев. Ф. Д. Вебер, В. М. Иванов, А. А. Андрезен, А. И. Кольцов, преподаватели прогимназий И. H. Загордан, Н. Г. Василевский, инженер С. И. Руденко, князья Г. Д. Волконский, А. А. Гетманов и другие. С 1891 по 1900 год горный клуб размещался прямо в доме врача-климатолога. В 1894 году он стал во главе экскурсионной работы на Южном берегу Крыма, был избран председателем правления Крымского отделения Крымско-Кавказского горного клуба. В этой общественной должности он состоял до последних дней жизни и умер возвращаясь домой с заседания горного клуба. По инициативе Дмитриева в горах были проложены экскурсионные тропы в горах (ныне Штангеевская тропа, Боткинская тропа и другие), устроены приюты для экскурсантов на горных маршрутах. При горном клубе был создал естественно-исторический музей, который впоследствии стал основой для Ялтинского исторического музея. Со своим сыном-гимназистом и художником Г. Ф. Ярцевым изготовил для музея рельефную карту части Южного берега Крыма. Карта использовалась вплоть до середины 50-х годов XX столетия.
К 1915 году председателем Ялтинского отделения ККГК был директор Ялтинской мужской гимназии И. Ю. Сабин-Гус.
- .Екатеринославское отделение функционировало с 22 февраля 1902 г. около 3-х лет.
- Гагринское отделение — с 12 апреля 1903 по 18 сентября 1908 г.,
- Бессарабское — действовало с 1903 по 21 марта 1910 г.,
- Бакинское — с 29 мая 1908 по 26 января 1914 г.,
- Рижское отделение работало с 13 октября 1911 г. до 1914 г.
- Позднее других 2 августа 1916 г. было открыто отделение Крымско-Кавказского горного клуба в Феодосии. В нём было 2 секции: музейно-лекционная и школьно-экскурсионная.

Клуб ежегодно издавал «Записки Крымско-Кавказского Горного Клуба», Одесса, 1891—1917 гг.